# Wim Lagendaal
Willem Lagendaal (Rotterdam, 1909. április 13. – 1987. március 6.) holland válogatott labdarúgó.
A holland válogatott tagjaként részt vett az 1934-es világbajnokságon.